# Музей на старата скопска чаршия
Музеят на старата скопска чаршия (на македонска литературна норма: Музеј на Старата скопска чаршија) e музей в центъра на Скопие, Република Македония. Основан е като асоциирана институция към Музея на град Скопие в май 1983 година, със задачата да покаже историята, културната стойност, търговията и занаятите в скопската чаршия.
Общата площ, която заема музеят, е 473 m2, от които 355 са изложбени площи, а останалите се състоят от придружаващи помещения. Музеят се състои от археологическа, историческа част, художествена галерия и етноложка част.